# Jörg Mäder
Jörg Mäder, né le 20 juillet 1975 à Bülach (originaire de Boswil et d'Opfikon), est une personnalité politique zurichoise, membre des Vert'libéraux.
Il est conseiller national de 2019 à 2023.

## Biographie
Jörg Mäder naît le 20 juillet 1975 à Bülach, dans le canton de Zurich. Il est originaire d'une autre commune zurichoise, Opfikon, et de Boswil, dans le canton d'Argovie. Ses deux parents sont engagés politiquement au sein du Parti démocrate-chrétien, sa mère siégeant notamment au sein du législatif d'Opfikon.
Après sa maturité gymnasiale de type C (scientifique), il fait des études en sciences de l'environnement à l'École polytechnique fédérale de Zurich jusqu'à obtenir un doctorat en 2003, avec une thèse portant sur les principaux facteurs qui influencent l'ozone stratosphérique,,.
Il enseigne les mathématiques, notamment à l'École supérieure technique suisse à Winterthour de 2012 à 2017. Il exerce par ailleurs la profession d'analyste programmeur indépendant.
Il est célibataire et habite à Opfikon. Il joue de la trompette.

## Parcours politique
Encouragé par son père, Jörg Mäder rejoint à l'âge de 18 ans un mouvement politique local (Neue Ideen Opfikon) et le transforme plus tard en une section locale des Vert'libéraux, situés sur la même ligne politique.
Il est membre du législatif de la ville d'Opfikon de mai 1998 à mai 2010, puis de son exécutif, où il est responsable de la santé. Il est brillamment réélu en 2018 pour un troisième mandat.
Il est député au Conseil cantonal de Zurich du 21 septembre 2009 au 18 novembre 2019 pour le district de Bülach. Il est candidat début 2019 au Conseil d'État du canton de Zurich,. Il termine à la neuvième place pour sept élus.
Il est élu au Conseil national en octobre 2019. Il y siège à la Commission de la sécurité sociale et de la santé publique (CSSS). Il n'est pas réélu en en octobre 2023.

### Positionnement politique
Ses thèmes de prédilection sont la numérisation, la santé et la durabilité.
Il est un opposant résolu au vote électronique.